# Teschendorf (Wittingen)
Teschendorf ist eine Ortschaft der Stadt Wittingen im niedersächsischen Landkreis Gifhorn. Der Name wird mit langem e gesprochen (Teeschendorf).

## Geografie
Der Ort liegt südöstlich des Kernortes Wittingen an der Landesstraße L 288 zwischen Ohrdorf im Norden und Boitzenhagen im Süden.
Östlich von Teschendorf fließt die Flöße, die bei Hanum an der Grenze zu Sachsen-Anhalt in die Ohre mündet.
Östlich von Teschendorf verläuft die B 244 und südlich die B 248.

## Geschichte

### Einwohnerentwicklung
| Jahr      | 1910 | 1925 | 1933 | 1939 | 2008 | 2013 | 2019 | 2021 |
| --------- | ---- | ---- | ---- | ---- | ---- | ---- | ---- | ---- |
| Einwohner | 159  | 143  | 206  | 210  | 111  | 105  | 112  | 103  |

## Politik
Ortsvorsteher ist Bernd Franke.

## Infrastruktur
Ein Friedhof besteht gemeinsam für die Dörfer Küstorf und Teschendorf außerhalb der Ortslage beider Dörfer. Auf ihm stehen eine Kapelle mit einem Glockenturm, für die 1968 der Grundstein gelegt wurde, und das Kriegerdenkmal, das an die Opfer der beiden Weltkriege erinnert. An der Zufahrtsstraße zum Friedhof steht ein Gedenkstein zur Erinnerung an das 100-jährige Jubiläum des Sieges der Allianz von Russland, Preußen, Österreich und Schweden sowie kleineren Fürstentümern über die Truppen Frankreichs und seiner Verbündeten unter Napoleon Bonaparte während der Völkerschlacht bei Leipzig im Jahre 1813.

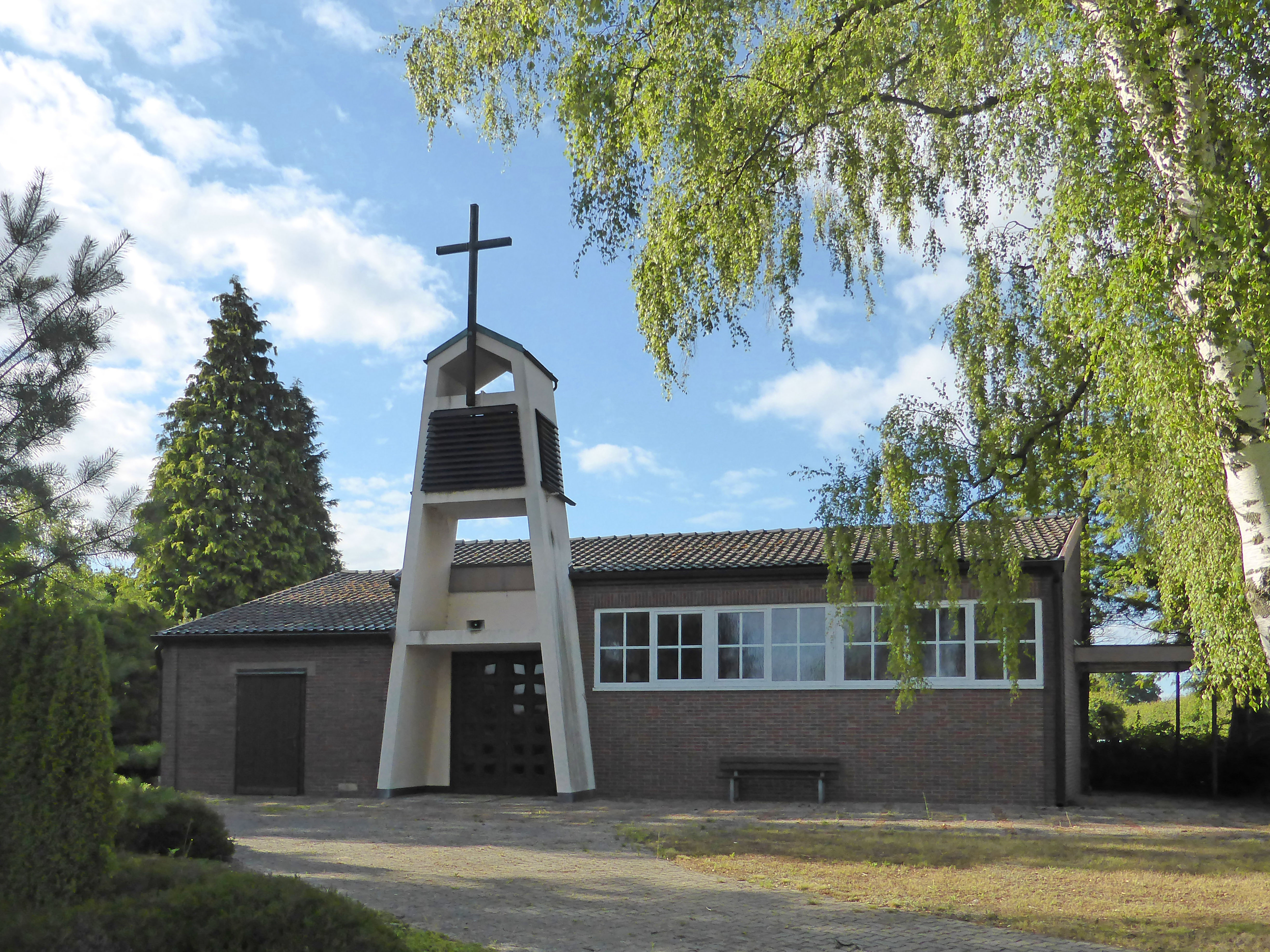
Friedhofskapelle
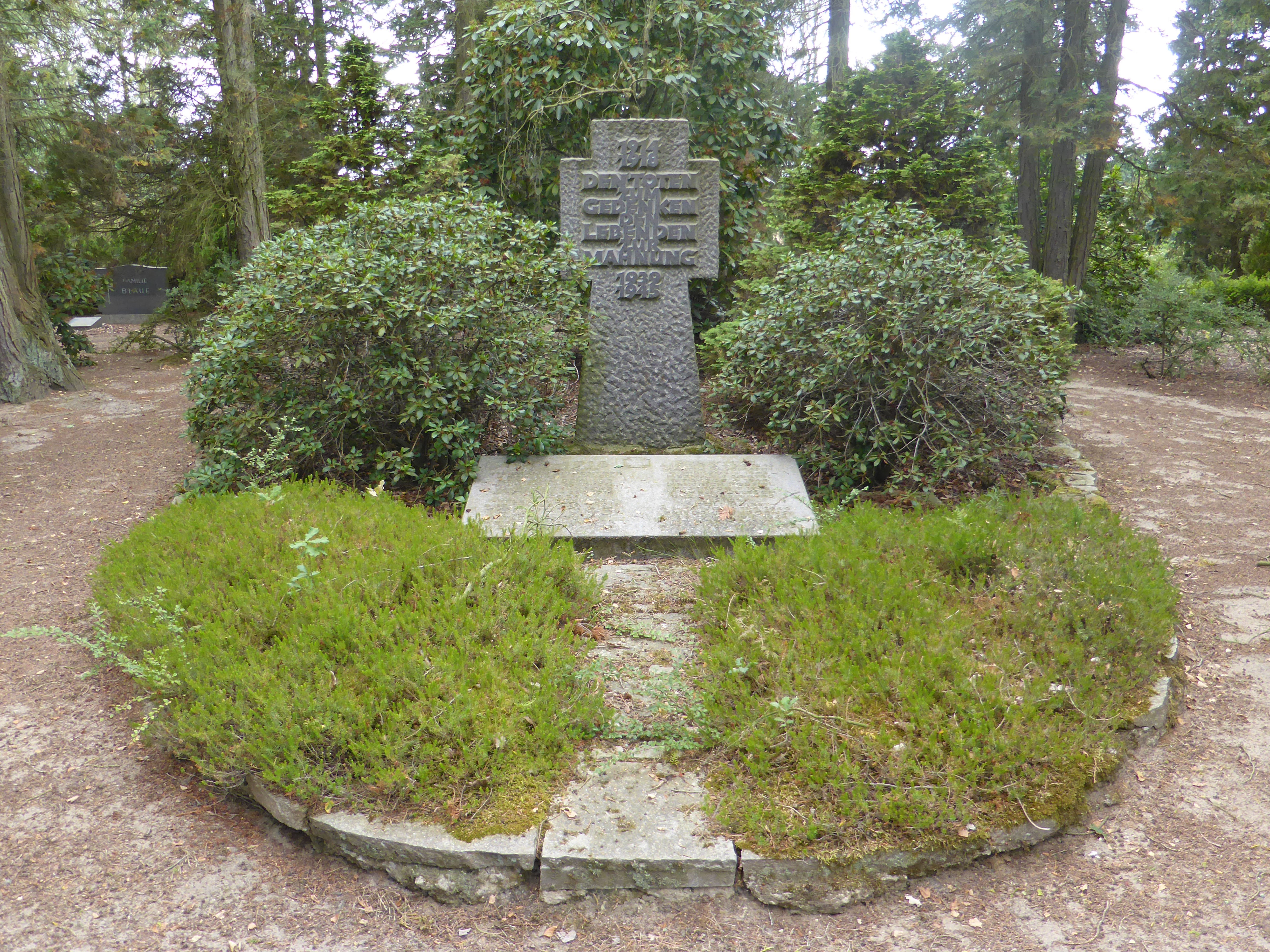
Kriegerdenkmal
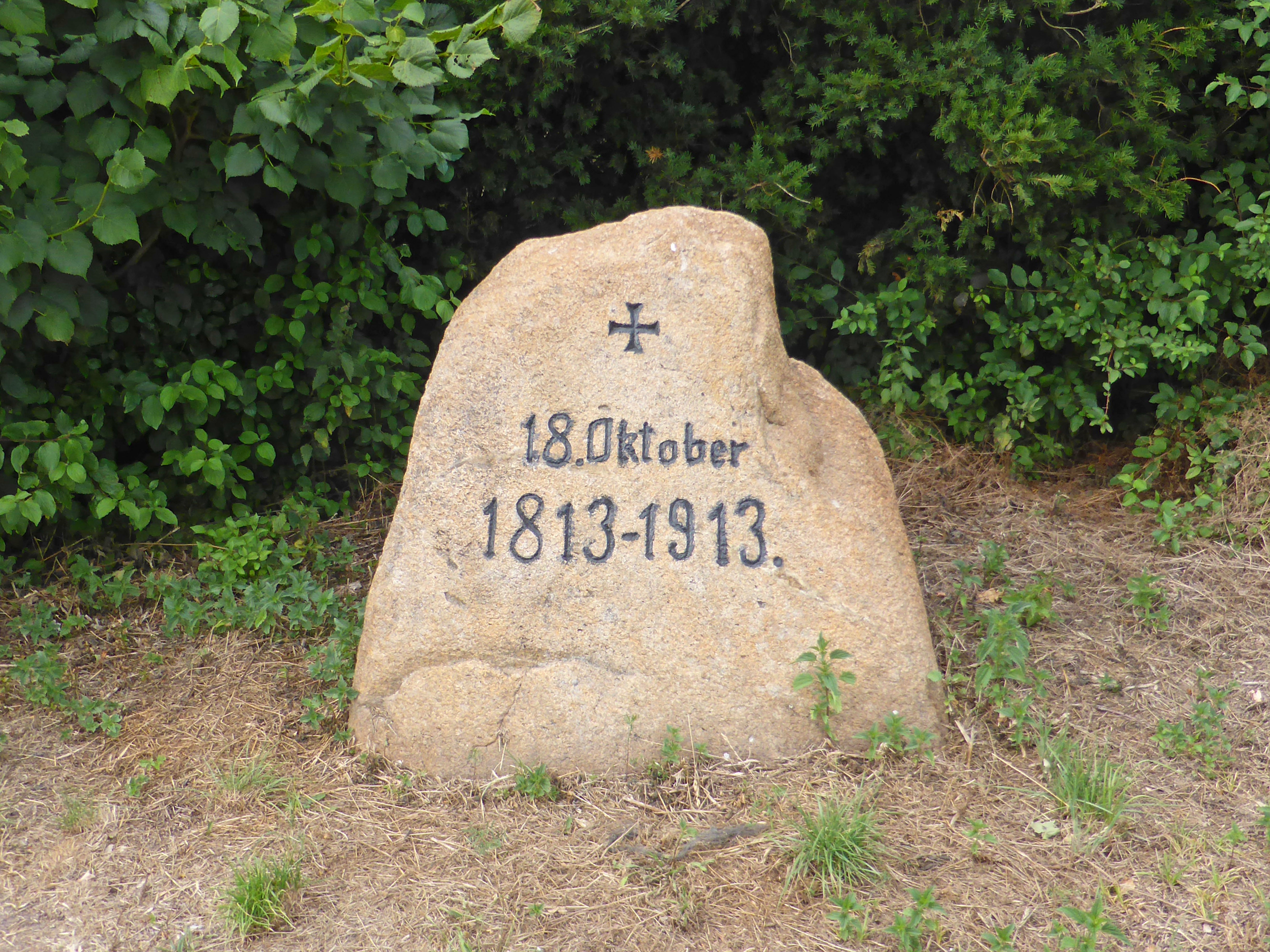
Gedenkstein an die Völkerschlacht bei Leipzig

## Persönlichkeiten
- Johann Peter Schulze (* 1768 in Teschendorf; † 1827 in Oldenburg), Buchhändler und Verleger